# Todo cambia
Todo cambia è un singolo di Cristiano Malgioglio cantato in duetto con Orietta Berti del 2021. 
Si tratta della cover del brano omonimo Todo cambia della cantante argentina Mercedes Sosa, scritto da Julio Numhauser.

## Il video
Il videoclip, pubblicato il 21 maggio 2021, è stato diretto da Stefano Zan e prodotto da Lorenzo Piredda, con la partecipazione straordinaria di Orietta Berti.

## Tracce
1. Todo cambia – 3:41 (testo: Cristiano Malgioglio, Julio Numhauser – musica: Julio Numhauser)

## Formazione
- Cristiano Malgioglio - voce
- Orietta Berti - voce